# 20200101
20200101（ニワニワワイワイ）は、香取慎吾のオリジナル・アルバム。2020年1月1日にワーナーミュージック・ジャパンから発売された。

## 概要
ソロとしては初となるフルアルバム。
SMAP解散後ジャニーズ事務所を退所し、草彅剛、稲垣吾郎と共に新しい地図として活動している香取だが、一時期は音楽がまったく聴けなかった時期があったという。新しい地図としての活動を通して再び音楽に対する愛情が湧きあがり、今回のソロアルバムのリリースに繋がったという。
制作にあたっては東京オリンピック・パラリンピックの開催年であった2020年を盛り上げるべく、「皆でワイワイ楽しもう！」がテーマとして掲げられ、BiSH、氣志團、KREVA、SALU、須田景凪、スチャダラパー、SONPUB&向井太一、TeddyLoid&たなか、WONK、yahyelがコラボレーションアーティストとして参加。香取も楽曲制作に関わっている。
2020年1月5日には発売を記念したラジオ番組『FM OH! SUNDAY SPECIAL しんラジ!-シーズン 1-』がFM OH!で放送され、香取と淡路祐介がラジオDJを務めた。
公式発表上の発売日は2020年1月1日となっているが、実際には2019年12月26日より店頭での販売を開始しており、同日付のオリコン・デイリーアルバムランキングでは初登場1位にランキングされた。
発売に合わせ、タワーレコードの「NO MUSIC, NO LIFE.」のポスターに起用された。

## リリース
通常盤である「通常BANG!」（WPCL-13167）のほか、初回限定盤として「初回限定・観るBANG!」（WPZL-31722）と、「初回限定・GOLD BANG!」（WPCL-13166）がリリースされている。「初回限定・観るBANG!」には、「Trap」と「FUTURE WORLD (feat. BiSH)」のミュージック・ビデオが収録されたDVDが同梱され、「初回限定・GOLD BANG!」には、ボーナストラックとして「10％ (小西康陽remix)」が収録される。

## 収録内容
| #   | タイトル                                         | 作詞・作曲                                  | 編曲                | 時間 |
| --- | ------------------------------------------------ | ------------------------------------------- | ------------------- | ---- |
| 1.  | 「Prologue (feat.TeddyLoid&たなか)」             | TeddyLoid、Tanaka、Shingo                   | TeddyLoid、Tanaka   | 3:37 |
| 2.  | 「Trap」                                         | WTM、Shingo                                 |                     | 3:52 |
| 3.  | 「Metropolis (feat.WONK)」                       | WONK、Yanosuke、Shingo                      |                     | 4:15 |
| 4.  | 「welp (feat.須田景凪)」                         | Keina Suda                                  | Keina Suda          | 3:30 |
| 5.  | 「I'm so tired (feat.氣志團)」                   | Show Ayanocozey、Takeshi Kiuchi、Shingo     | 竹上良成            | 3:47 |
| 6.  | 「ビジネスはパーフェクト (feat.スチャダラパー)」 | M.KOSHIMA、Y.Matsumoto、S.Matsumoto、Shingo |                     | 4:03 |
| 7.  | 「Neo (feat.yahyel)」                            | yaryel、Shingo                              |                     | 3:50 |
| 8.  | 「嫌気がさすほど愛してる (feat.KREVA)」          | KREVA、Shingo                               |                     | 3:45 |
| 9.  | 「OKAY (feat.SALU)」                             | SALU、CHAKI ZULU、Shingo                    |                     | 2:56 |
| 10. | 「10％」                                         | HIRO、Naruhiro Gompa、Shingo                |                     | 3:21 |
| 11. | 「Now & Forever (feat.SONPUB&向井太一)」         | SONPUB、向井太一、CELSIOR COUPE、Shingo     |                     | 3:35 |
| 12. | 「FUTURE WORLD (feat.BiSH)」                     | 松隈ケンタ、J×S×K、Shingo                   | SCRAMBLES、門脇大輔 | 5:19 |

| #   | タイトル                 | 作詞・作曲                   | 編曲 | 時間 |
| --- | ------------------------ | ---------------------------- | ---- | ---- |
| 13. | 「10％ (小西康陽remix)」 | HIRO、Naruhiro Gompa、Shingo |      | 3:41 |

| #  | タイトル                     | 作詞・作曲                | 編曲                |
| -- | ---------------------------- | ------------------------- | ------------------- |
| 1. | 「Trap」                     | WTM、Shingo               |                     |
| 2. | 「FUTURE WORLD (feat.BiSH)」 | 松隈ケンタ、J×S×K、Shingo | SCRAMBLES、門脇大輔 |

## 演奏
- 香取慎吾：Vocal & Produce
- TeddyLoid：All Instruments (#1)
- たなか：Vocal Arrangement & All Backing Vocals (#1)
- ISSEI：Human Beat Box (#2)
- Funky D：Bass (#2)
- 井上惇志：Keyboards (#2)
- 森善太郎：Programming (#2)
- 長塚健斗：Vocal & Chorus (#3)
- 江﨑文武：Keyboards (#3)
- 井上幹：Bass & Synthesizer (#3)
- 荒田洸：Drums (#3)
- 小川翔：Support Guitar (#3)
- 須田景凪：Vocal & Programming (#4)
- 綾小路翔：Vocal (#5)
- 西園寺瞳、星グランマニエ：Guitar (#5)
- 白鳥松竹梅：Bass (#5)
- 叶亜樹良：Drums (#5)
- 吉澤達彦：Trumpet (#5)
- 竹上良成：Alto Sax, Baritone Sax (#5)
- 大郷良知：Tenor Sax (#5)
- 高井天音：Trombone (#5)
- ANI、Bose：Vocal (#6)
- SHINCO：DJ Scratch (#6)
- 松田浩二 (SLY MONGOOSE)：Keyboards (#6)
- Takumi Sakai, Souta Oono, Ayumi Matsumura：Child Chorus (#6)
- 池貝峻：Vocal & All Instruments (#7)
- 篠田ミル、杉本亘、山田健人：All Instruments (#7)
- Jeff Miyahara：Vocal Produce
- KREVA：Vocal, Programming & All Instruments (#8)
- 佐々木久美：Chorus (#8)
- SALU：Vocal (#9)
- Chaki Zulu：All Instruments (#9)
- HIRO：Chorus, All Instruments & Programming (#10)
- Tiger、福原美穂、前迫潤哉：Chorus (#10)
- 向井太一：Vocal (#11)
- SONPUB：All Instruments (#11)
- BiSH：Vocal (#12)
- 小原ジャストビガン：Track Design (#12)
- 門脇大輔：Piano, Violin, Viola & Strings Arrangement (#12)
- 藤田弥生：Violin & Viola (#12)